# Szilágyi Szabó Eszter
Szilágyi Szabó Eszter, született: Szabó Eszter Borbála (Hódmezővásárhely, 1915. április 10. – ?) magyar színésznő.

## Életpályája
Szabó János borbélymester és Szilágyi Eszter leányaként született. Kezdetben úszónőnek készült. Rózsahegyi Kálmán színiiskoláját végezte el, majd 1937-től fogva három éven át Szegeden, Kardoss Géza társulatával pedig Kassán és Pécsett is játszott. 1940–1944 között az Új Magyar Színháznál szerepelt, időközben 1941-ben az Andrássy Színházban, illetve 1942-ben az Erzsébetvárosi Színházban is játszott különböző szerepeket. 1945-ben egy ideig a Budai Színházban, illetve a Medgyaszay Színházban lépett fel.
1947-ben házasságot kötött Peter Zürcher (1914–1975) svájci üzletemberrel és visszavonult a pályától.

## Főbb szerepei
- Titánia (Shakespeare: Szentivánéji álom);
- Jelizaveta Petrovna (Buday Dénes: Tábornokné);
- Cecil (Herczeg Ferenc: Kék róka).

## Filmográfia
- Mária két éjszakája (1940)
- Mindenki mást szeret (1940)
- Ma, tegnap, holnap (1941)
- Enyém vagy! (1942)
- Lejtőn (1943)
- Gyanú (1944)